# 127933 Shaunoborn
127933 Shaunoborn este o planetă minoră (asteroid) din centura de asteroizi. A fost descoperită pe 21 aprilie 2003 la Catalina Station⁠(d) de Catalina Sky Survey. 
Obiectul prezintă o orbită caracterizată de o semiaxă mare de 2,2446379941369 UAi, o excentricitate de 0,13, o înclinație de 2,9 ° în raport cu ecliptica.